# لاتروب، تاسمانیا
لاتروب (به انگلیسی: Latrobe) یک شهرک در استرالیا است که در Latrobe Council واقع شده‌است.